# Mohamed-Fadel Ould Ismail Ould Es-Sweyih
Mohamed-Fadel Ould Ismail Ould Es-Sweyih (en árabe,  محمد اسماعيل فاضل  , El Aaiún, Sahara Español, 1952-Brixton, Londres, 6 de mayo de 2002) fue un escritor, diplomático, periodista y político saharaui miembro del Frente Polisario y del cuerpo diplomático de la República Árabe Saharaui Democrática. Residió muchas años en Tinduf. Un centro cultural de Argelia lleva desde 2004 su nombre en su honor.

## Trayectoria
En 1972 estuvo involucrado en el Movimiento de Liberación de Saguia el-Hamra y Río de Oro (precursor del Frente Polisario) encabezado por El Uali Mustafa Sayed. Como el Uali, fue arrestado y torturado por la policía marroquí durante las demostraciones Tan-Tan. En 1975, empezó a ser un periodista reconocido del comité de información del Frente Polisario y lo nombraron editor jefe de la publicación Sáhara Libre.
Desde 1981 comenzó como representante del Frente Polisario primero para Europa, luego para Francia y Suecia. También fue consejero de presidencia de la RASD y de una comisión saharaui para un referéndum.  
En 1995, volvió a su antiguo puesto de representante polisario para Francia y en 1999 fue brevemente ministro de información de la RASD siendo miembro fundador de la agencia de prensa del Sahara Press Service.
De 1999 a 2001 fue embajador de la RASD en  Etiopía y representante permanente de la Organización para la Unidad Africana. En 2001, fue representante Polisario para el Reino Unido e Irlanda y ese año escribió La République Sahraouie, donde detalla la historia y estructura de la RASD. Falleció la noche del 5 al 6 de mayo de 2002 en Brixton a causa de un ataque de asma seguido de un infarto cardíaco.

## Obra
- Les Sahraouis, 1998
- La République Sahraouie, 2001